# Аида (опера)
Аида (Aida) је опера у четири чина Ђузепеа Вердија.

## Либрето
Антонио Гизланцони (Antonio Ghislanzoni) према сценарију Аугуста Маријетеа (Auguste Mariette).

## Премијера
Премијера је изведена 24. децембра 1871. године у Каиру, поводом отварања Суецког канала.

## Ликови и улоге
| Краљ Египта (Il Re d'Egitto)     | неименовани фараон                   | бас        |
| Амнерис (Amneris)                | његова ћерка                         | мецосопран |
| Аида (Aida)                      | египатска робиња и етиопска принцеза | сопран     |
| Радамес (Radamès)                | капетан гарде                        | тенор      |
| Рамфис (Ramfis)                  | врховни свештеник                    | бас        |
| Амонасро (Amonasro)              | етиопски краљ, отац Аидин            | баритон    |
| Велика свештеница (Sacerdotessa) |                                      | сопран     |
| Гласник (Il Messo)               |                                      | тенор      |

стража, свештеници, свештенице, великодостојници, египатска војска, етиопски робови и затвореници, народ Египта(хор)

## Место и време
Мемфис и Теба, у време моћи фараона (претпоставља се у време владавине Рамзеса III).

### I чин
- Сцена I

Краљевска палата у Мемфису. Рамфис саопштава Радамесу да се етиопске снаге поново дижу на оружје и долини Нила поново објављују рат. Богиња Изида је већ одабрала предводника египатске војске и он иде да одлуку саопшти фараону. Радамес, оставши сам, машта како би било лепо да он буде тај војсковођа, да се у слави врати и победничким венцем овенча своју љубав, Аиду, робињу египатске принцезе. Долази и Амнерис која воли Радамеса, и мучи је када види дубину осећања између Радамеса и Аиде. Долази фараон и саопштава одлуку богиње: Радамес ће водити војску у рат. Сви му кличу да се врати као победник. Аида се придружи свима, али оставши сама, саму себе прекорева јер Радамес води војску против њеног оца и народа. Она је растрзана између љубави према њему и према отаџбини и народу. Моли богове да јој се смилују и дају утеху.
- Сцена II

Храм у Мемфису. Свештеници призивају богове да дају победу војсци у рату, а Рамфис предаје Радамесу свети мач да осигура победу.

### II чин
- Сцена I

Амнерисине одаје. Египатска војска превођена Радамесом је победила Етиопљане и робиње спремају Амнерис за прославу. Она позива Аиду, претварајући се да је забринута за њу, и покушава да је натера да призна љубав према Радамесу. У томе је чак и превари рекавши јој да је он погинуо. Видевши Аидин очај, она јој открива да ју је слагала и, док се споља чују покличи народа у славу војске, тријумфално јој саопштава да је на себе навукла бес египатске принцезе и да ће јој се то осветити.
- Сцена II

Капије Тебе. Народ дочекује тријумфујућу египатску војску коју предводи Радамес. Фараон га проглашава за спасиоца Египта и као награду му даје Амнерисину руку. Радамес моли да фараон ослободи све етиопске заробљенике, али фараон, на Рамфисов савет, пушта све осим Аиде и њеног оца, за којег не знају да је краљ, као залог да Етиопљани неће поново напасти Египат.

### III чин
Обала Нила код Изидиног храма. Ноћ пре венчања, у пратњи Рамфиса долази Амнерис да се моли до зоре богињи. Аида чека Радамеса којег је позвала и у самоћи жали за својом отаџбином коју вероватно никада неће видети. Појављује се Амонасро, који наговара Аиду да од Радамеса сазна египатске ратне планове, како би их поново могли напасти. Аида то одбија, али Амонасро јој пребацује да ће бити проклета због покоља сопственог народа и она, скршеног духа, пристаје. Долази Радамес и она успева од њега да извуче информацију. Амонасро је пресрећан, а из храма излази Амнерис која је случајно све чула. Аида и Амонасро беже, а Радамес се предаје војницима. 

### IV чин
- Сцена I

Дворана у палати. Радамесу се припрема суђење због издаје домовине. Амнерис му обећава слободу ако заборави Аиду и ожени се њом. Али Радамес одбија и свештеници га осуђују на смрт, да буде жив затворен испод темеља храма.
- Сцена II

Храм и темељи у које је Радамес затворен. Радамес је спреман да умре и моли се да Аида срећно живи. Али из сенки се она појављује, где се сакрила желевши да умре заједно са њим. Док њих двоје загрљени напуштају ову „долину суза”, у храму изнад њих се Амнерис моли боговима да му подаре вечни мир.

## Познате музичке нумере
- Celeste Aida (Небеска Аидо) – Радамесова романца (I чин)
- Ritorna vincitor (Као победник се врати) – Аидина арија (I чин)
- Gloria all'Egitto, ad Iside (Слава Египту и Изиди) – Тријумфална сцена, Марш и Финале II чина
- O Patria mia (Отаџбино моја) – Аидина арија (III чин)
- Ciel! Mio padre! (Небеса! Мој отац!') – дует Аиде и Амонасра (III чин)
- Gia i sacerdoti adunansi (Већ свештеници долазе) – арија Амнерис и дует са Радамесом (IV чин)
- O terra addio, addio vale di pianti (О земљо збогом, збогом долино суза) – Финални дует Аиде и Радамеса (IV чин)